# SunTrust Indy Challenge
SunTrust Indy Challenge (no Brasil: Grande Prêmio de Richmond) foi disputado pela primeira vez na IRL em 2001, e desde então faz parte do campeonato da IRL. A prova é disputada no Richmond International Raceway.

## Vencedores

### IndyCar Series
| Ano  | Piloto            | Equipe                | Chassis | Motor      | Pneu | Detalhes |
| ---- | ----------------- | --------------------- | ------- | ---------- | ---- | -------- |
| 2001 | Buddy Lazier      | Hemelgarn Racing      | Dallara | Oldsmobile | F    |          |
| 2002 | Sam Hornish, Jr.  | Panther Racing        | Dallara | Chevrolet  | F    |          |
| 2003 | Scott Dixon       | Chip Ganassi Racing   | G-Force | Toyota     | F    |          |
| 2004 | Dan Wheldon       | Andretti-Green Racing | Dallara | Honda      | F    |          |
| 2005 | Hélio Castroneves | Team Penske           | Dallara | Toyota     | F    |          |
| 2006 | Sam Hornish, Jr.  | Team Penske           | Dallara | Honda      | F    |          |
| 2007 | Dario Franchitti  | Andretti-Green Racing | Dallara | Honda      | F    |          |
| 2008 | (BRA) Tony Kanaan | Andretti-Green Racing | Dallara | Honda      | F    | detalhes |
| 2009 | Scott Dixon       | Chip Ganassi Racing   | Dallara | Honda      | F    | detalhes |

1. ↑  A corrida terminou na volta 206 / 154.4 milhas por causa da chuva.

## Outros nomes da prova
- SunTrust Indy Challenge (2001-2005)
- SunTrust Indy Challenge Presented by XM Satellite Radio (2006-)

## Ligações Externas
- (em inglês) http://www.indycar.com